# Stanisław Łętowski (zm. 1735)
Stanisław Łętowski herbu Ogończyk (zm. w 1735 roku) – chorąży krakowski w 1722 roku, podwojewodzi krakowski w latach 1720–1732, skarbnik krakowski w latach 1709–1722, podstarości i sędzia grodzki biecki w 1701, komornik graniczny biecki w 1700 roku, poseł z województwa krakowskiego na sejm 1724 roku.
Był konsyliarzem województwa krakowskiego w konfederacji sandomierskiej 1704 roku. Jako poseł województwa krakowskiego był uczestnikiem Walnej Rady Warszawskiej 1710 roku. Konsyliarz województwa krakowskiego w konfederacji tarnogrodzkiej w 1715 roku.
Jego uroczystość pogrzebowa, która odbyła się w kościele franciszkańskim w Bieczu zgromadziła wielu zacnych mężów ówczesnych czasów. Okolicznościowe kazanie wygłosił wielki mówca - ks. Marcin Tutajski, proboszcz w Bączalu Dolnym, parafii której kolatorami byli członkowie rodu Łętowskich, a jednocześnie bliski przyjaciel zmarłego.

## Rodzina
Syn Jan Łętowskiego, podwojewodziego krakowskiego i Konstancji z Baranowskich.
Z pierwszą żoną, Heleną ze Zborowskich miał co najmniej sześcioro dzieci w tym syna Stanisława, podkomorzego krakowskiego.
Z drugą żoną, Marią z Romerów miał synów: Aleksandra, starostę jadownickiego i borunieckiego oraz Tomasza, burgrabiego krakowskiego i pułkownika wojsk konfederacji barskiej.